# Johann Gottfried Wetzstein
Johann Gottfried Wetzstein, né le 19 février 1815 et mort le 18 janvier 1905, est un orientaliste et diplomate saxon.

## Biographie

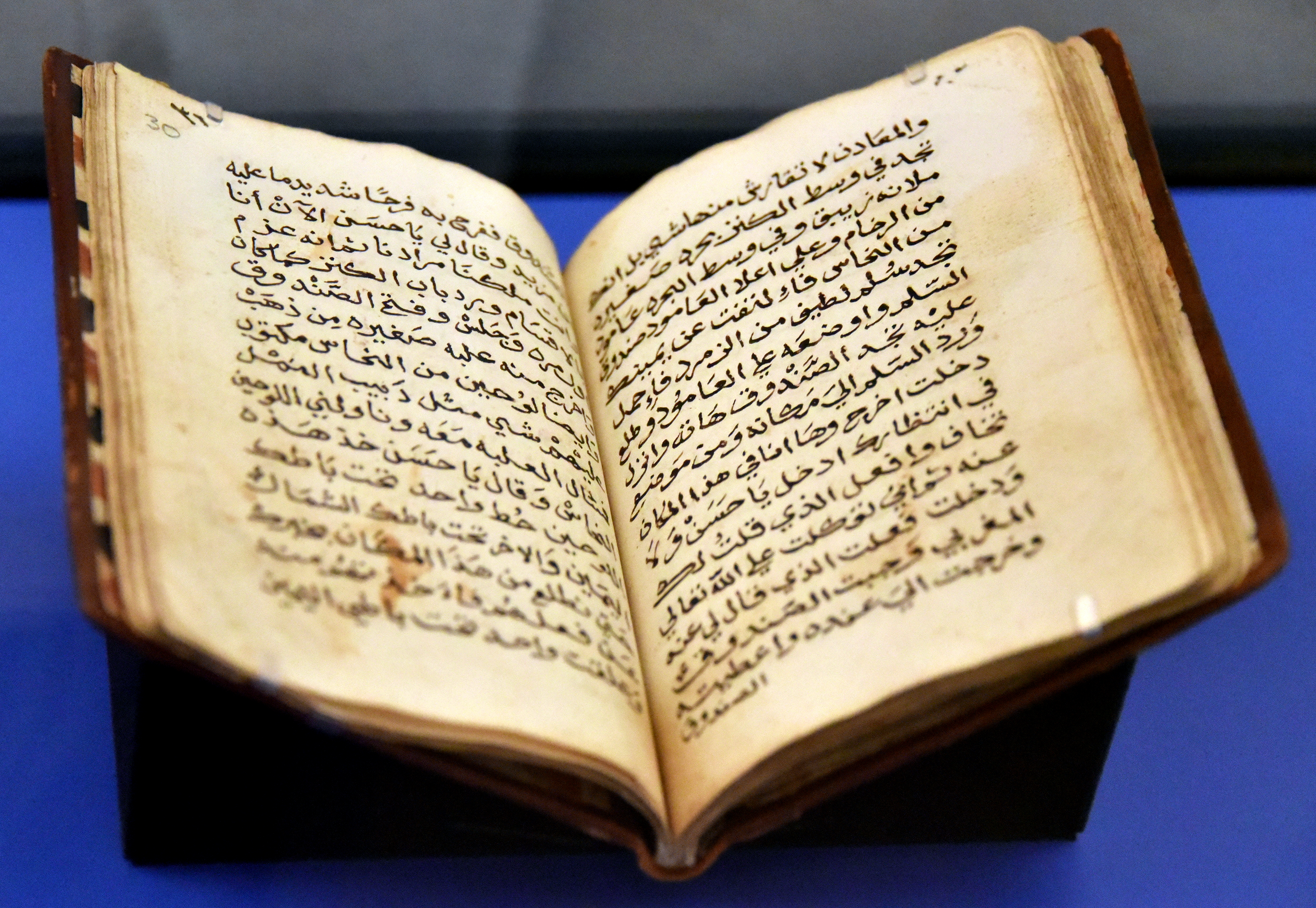
Contes des mille et une nuits de la collection de Johann Gottfried Wetzstein, Syrien, XVIIIe siècle de notre ère.

### Débuts d'une carrière académique
Universitaire orientaliste, devient maître de conférences en langues arabes à la prestigieuse Université Humboldt de Berlin en 1846, alors appelée Friedrich-Wilhelms-Universität.

### Diplomate en Syrie
Il occupe les fonctions de consul de Prusse à Damas, en actuelle Syrie, dans l'Empire ottoman. Il est consul pendant quatorze ans de 1848 à 1862. En 1860, il intercède en faveur des chrétiens syriens.

#### Écriture safaïtique
L'écriture safaïtique est une écriture arabe, connue par des milliers d'inscriptions datant du Ier siècle av. J.-C. au IVe siècle apr. J.-C. gravées sur des rochers dans le désert, au Proche et Moyen-Orient. Cette écriture, découverte en 1857 au sud-Est de Damas, était utilisée par un large groupe de tribus bédouines pré-islamiques occupant un veste territoire qui s'étendait du Hauran au nord de l'Arabie.
Le terme safaïtique vient du nom propre safa qui désigne le désert situé au Sud-Ouest de Damas où des inscriptions gravées sur des rochers ont été découvertes en 1857 par le diplomate et voyageur anglais Cyril Clerke Graham et en 1858 par Johann Gottfried Wetzstein qui recopie, sans toutefois pouvoir les lire, 379 inscriptions en traversant le désert du Hauran. Ce système d'écriture n'est totalement déchiffré qu'au début du XXe siècle par l'orientaliste Joseph Halévy et le philologue Franz Praetorius (de).

### Carrière académique à Berlin et espionnage en Tunisie
De 1867 à 1875, il enseigne à titre privé à l'université de Berlin et à la Hochschule für die Wissenschaft des Judentums (en francais : Académie pour l'étude du judaïsme). Pendant la guerre franco-prussienne de 1870-1871, il se rend en Tunisie avec l'explorateur allemand Friedrich Gerhard Rohlfs en tant qu'agent prussien afin d'encourager les tribus berbères algériennes à se révolter contre la France. La mission échoue pour deux raisons : tout d'abord, parce que la défense française apprend très tôt les intentionsm et enfinm, en raison d'une mauvaise appréciation de la situation sur le terrain.
En 1874, il est élu membre correspondant de l'Académie bavaroise des sciences et en 1886 de l'Académie des sciences de Göttingen. Wetzstein est enterré dans le Cimetière II  protestant de la paroisse Sainte-Sophie de Berlin. La "Fondation Dr Johann Gottfried Wetzstein" est créée en son honneur.
De nombreux manuscrits qu'il a rassemblés se trouvent aujourd'hui à la bibliothèque d'État de Berlin et dans les universités de Leipzig et de Tübingen, dont un fragment de Coran, datant du VIIe siècle à Tübingen.

## Œuvres
- (de) Reisebericht über Hauran und die Trachonen nebst einem Anhange über die sabaïschen Denkmäler in, Berlin, Dietrich Reimer, 1860 (lire en ligne)
- (de) Catalog arabischer Manuscripte in Damaskus gesammelt, Berlin, 1863 (lire en ligne)
- (de) Ausgewählte griechische und lateinische Inschriften gesammelt auf Reisen in den Trachonen und um das Haurângebirge, Berlin, 1864 (lire en ligne)
- Vorlesungen über die neuarabische Sprache. Berlin 1868.
- Sprachliches aus den Zeltlagern der syrischen Wüste. Leipzig 1868. (lire en ligne)
- Das batanäische Giebelgebirge: Excurs über Ps. 68,16 zu Delitzsch' Psalmencommentar . Leipzig 1884